# Índice Big Mac

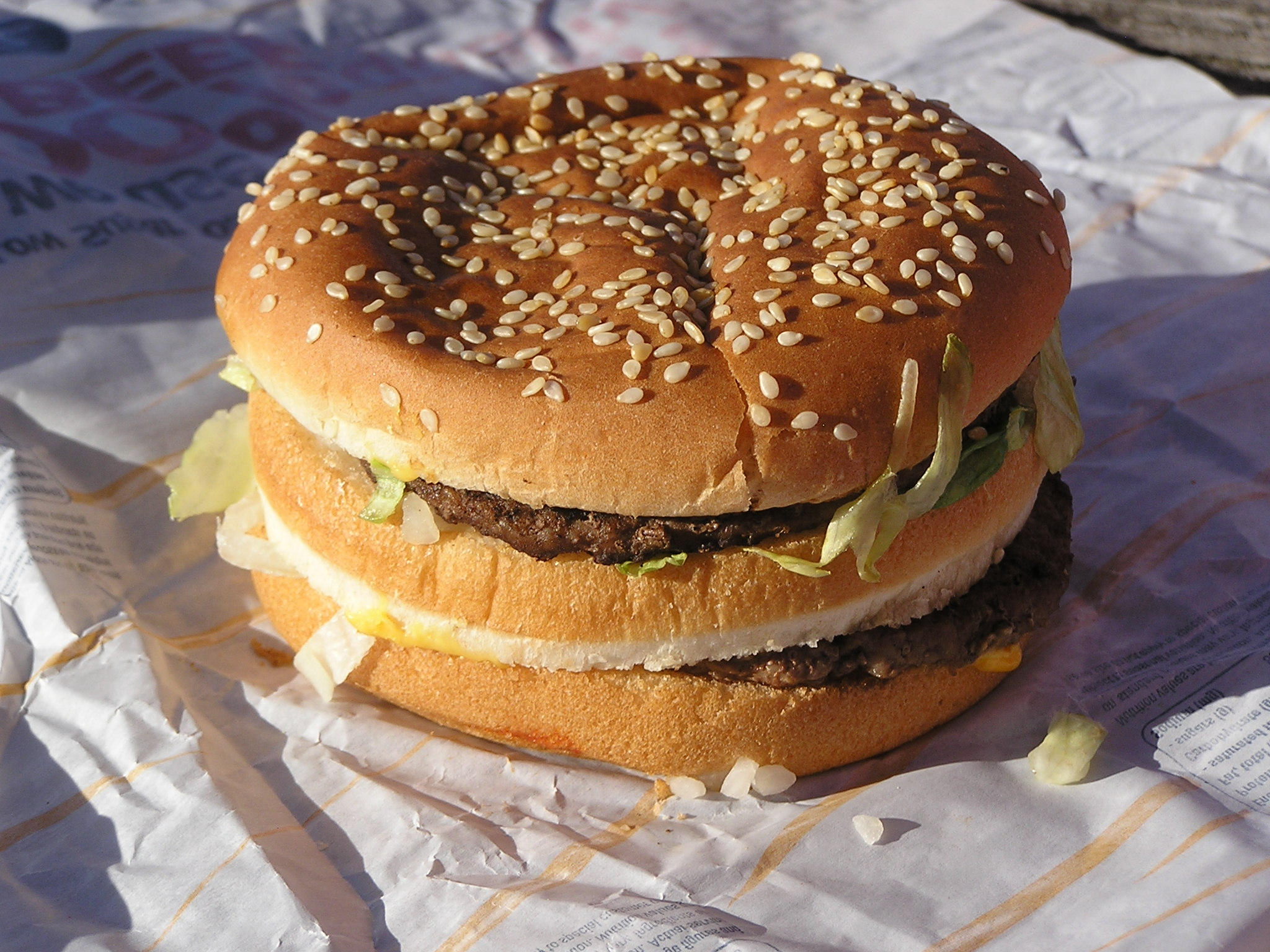
Vista de una hamburguesa Big Mac hecha en Australia.

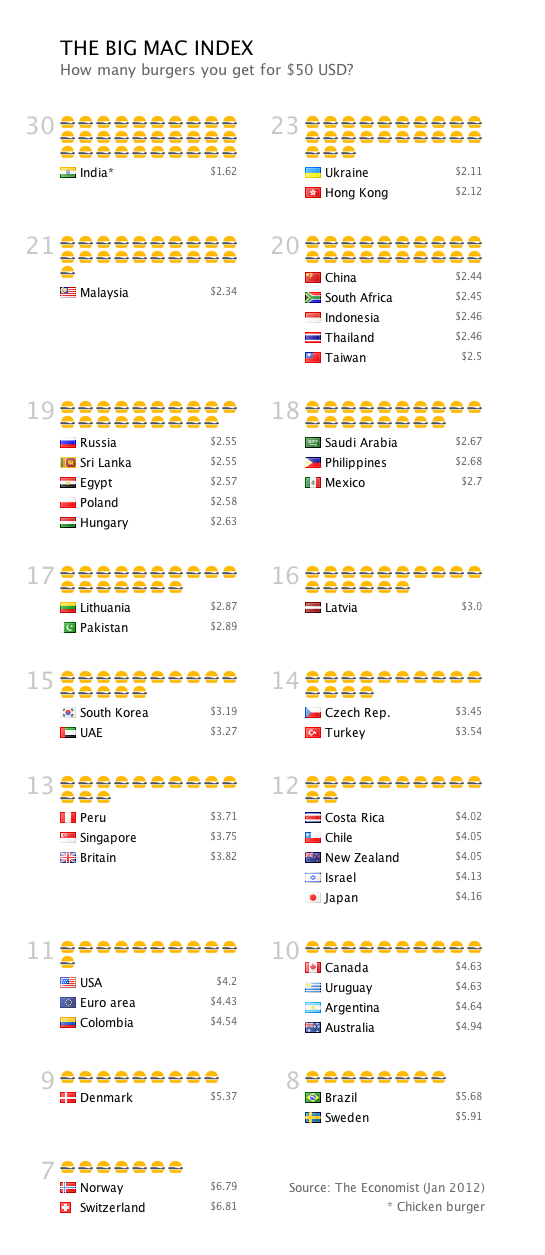
¿Cuántas hamburguesas puedo comprar con US$ 50? (a enero de 2012).

El índice Big Mac (en inglés: Big Mac Index) es un índice publicado por la revista The Economist, que permite comparar el poder adquisitivo de distintos países donde se vende la hamburguesa Big Mac de McDonald's.
El índice basa su sistema en la teoría de la paridad del poder adquisitivo (PPA), que sostiene el concepto de que «el dólar debe comprar la misma cantidad de bienes o servicios en todos los países».
El «bien y servicio» propuesto por el índice es una hamburguesa Big Mac. De esta manera, la PPA Big Mac manifiesta el tipo de cambio que lograría significar que dicha hamburguesa costase lo mismo en los Estados Unidos y en el extranjero. Al comparar el cambio real con la PPA, se llega a observar una subvaluación o sobrevaloración de la moneda del país que se analiza.
La finalidad del índice es comparar, mediante el valor referencial de venta de la hamburguesa Big Mac perteneciente a la cadena de comida rápida McDonald's, el costo de vida de los países donde se vende la hamburguesa, junto con establecer si las monedas locales están sobrevaloradas en relación con el dólar estadounidense. El nombre del índice, por lo tanto, se toma a partir del nombre de la hamburguesa.
En el 2020, el precio de una Big Mac se estableció alrededor de 4,12 euros en promedio en España.Por otro lado, en Argentina, el precio de una Big Mac a octubre del 2024 se ubica alrededor de los 5,70 dólares.

## Datos mundiales
| País                   | Precio promedio (en dólares) | Sueldo medio | Resultado |
| ---------------------- | ---------------------------- | ------------ | --------- |
| Catar                  | 3.57                         | 5475         | 1533      |
| Sudáfrica              | 2.16                         | 3290         | 1523      |
| Líbano                 | 1.77                         | 2622         | 1481      |
| Singapur               | 4.43                         | 6550         | 1478      |
| Taiwán                 | 2.57                         | 3600         | 1400      |
| Hong Kong              | 2.64                         | 3912         | 1368      |
| Dinamarca              | 4.9                          | 5550         | 1132      |
| Emiratos Árabes Unidos | 4.02                         | 4302         | 1070      |
| Arabia Saudita         | 3.73                         | 3985         | 1068      |
| Rusia                  | 1.81                         | 1790         | 988       |
| Alemania               | 4.23                         | 3393         | 802       |
| Corea del Sur          | 4.1                          | 3122         | 761       |
| Australia              | 4.98                         | 3599         | 722       |
| Suiza                  | 7.29                         | 5000         | 685.87    |
| Estados Unidos         | 5.66                         | 3600         | 636       |
| Nueva Zelanda          | 4.87                         | 3050         | 626       |
| Mónaco                 | 11                           | 6857         | 623.36    |
| Francia                | 5.14                         | 3201         | 622       |
| Canada                 | 5.29                         | 3082         | 582       |
| Noruega                | 6,09                         | 3394         | 557       |
| Islandia               | 6.36                         | 3448         | 542       |
| Reino Unido            | 4.44                         | 2297         | 517       |
| Suecia                 | 6.37                         | 3122         | 490       |
| Países Bajos           | 8                            | 3408         | 486       |
| Irlanda                | 7                            | 3016         | 430       |
| Luxemburgo             | 10                           | 4200         | 420       |
| Omán                   | No data                      | 3135         | No data   |